# 生牛市场
牛市大街（Rindermarkt）是慕尼黑最古老的街道之一，北面通过原内森德灵门连接玛利亚广场。它的延伸段今天构成森德灵大街，通往外森德灵门。

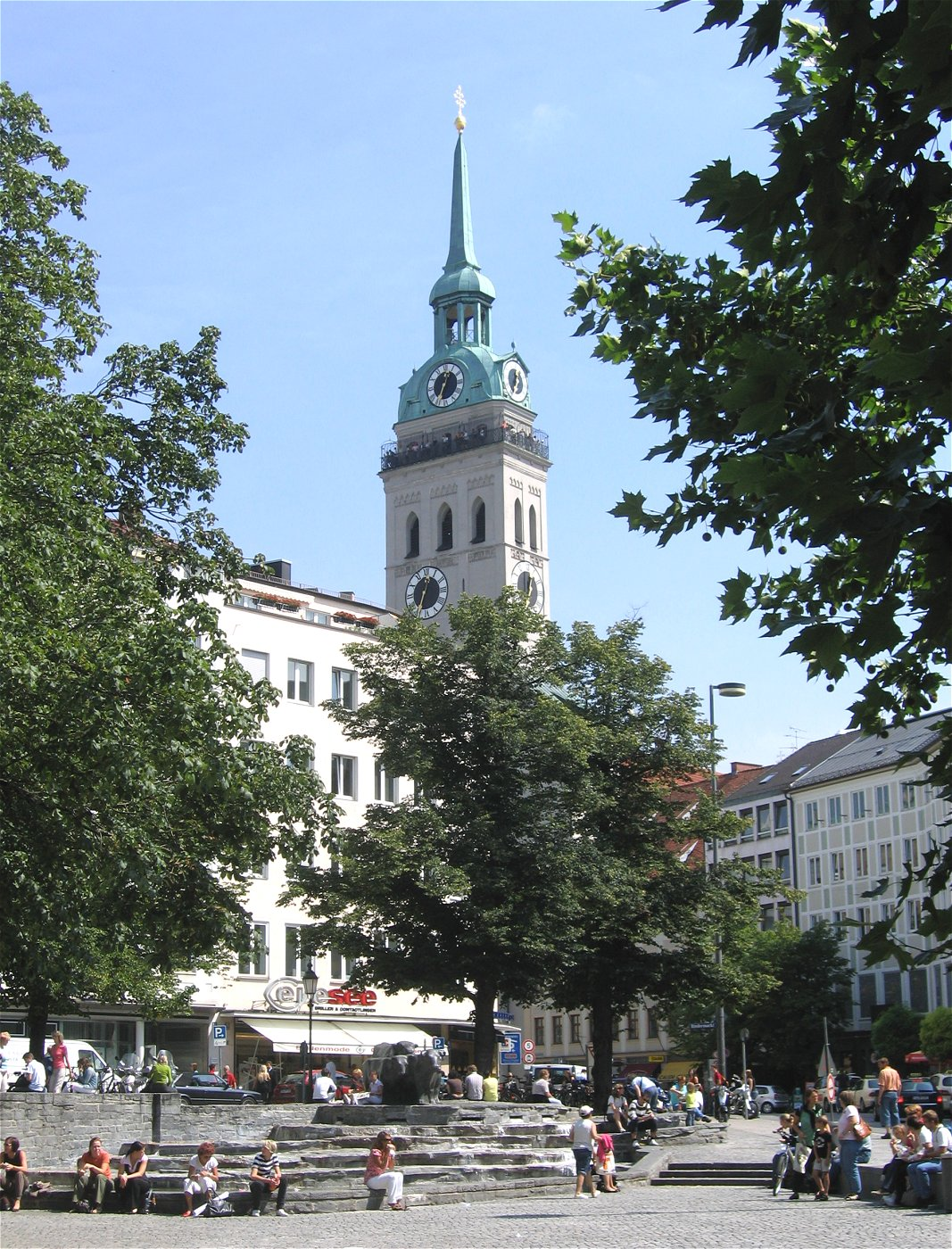

最初，这条街被用作牛市场，地名也因而得名。 后来，贵族们在这里建造住宅。在第二次世界大战期间，牛市广场的房屋受到严重受损。在重建期间，原来的道路向奥贝瑞哥方向延伸到今天的地方。今天的牛市广场只有北面依然沿着旧的街道。今天，慕尼黑牛市大街位于慕尼黑老城区的中部，开设了许多传统公司和零售店。在将临期，传统的圣诞市场在那里一直持续到2011年。

## 建筑

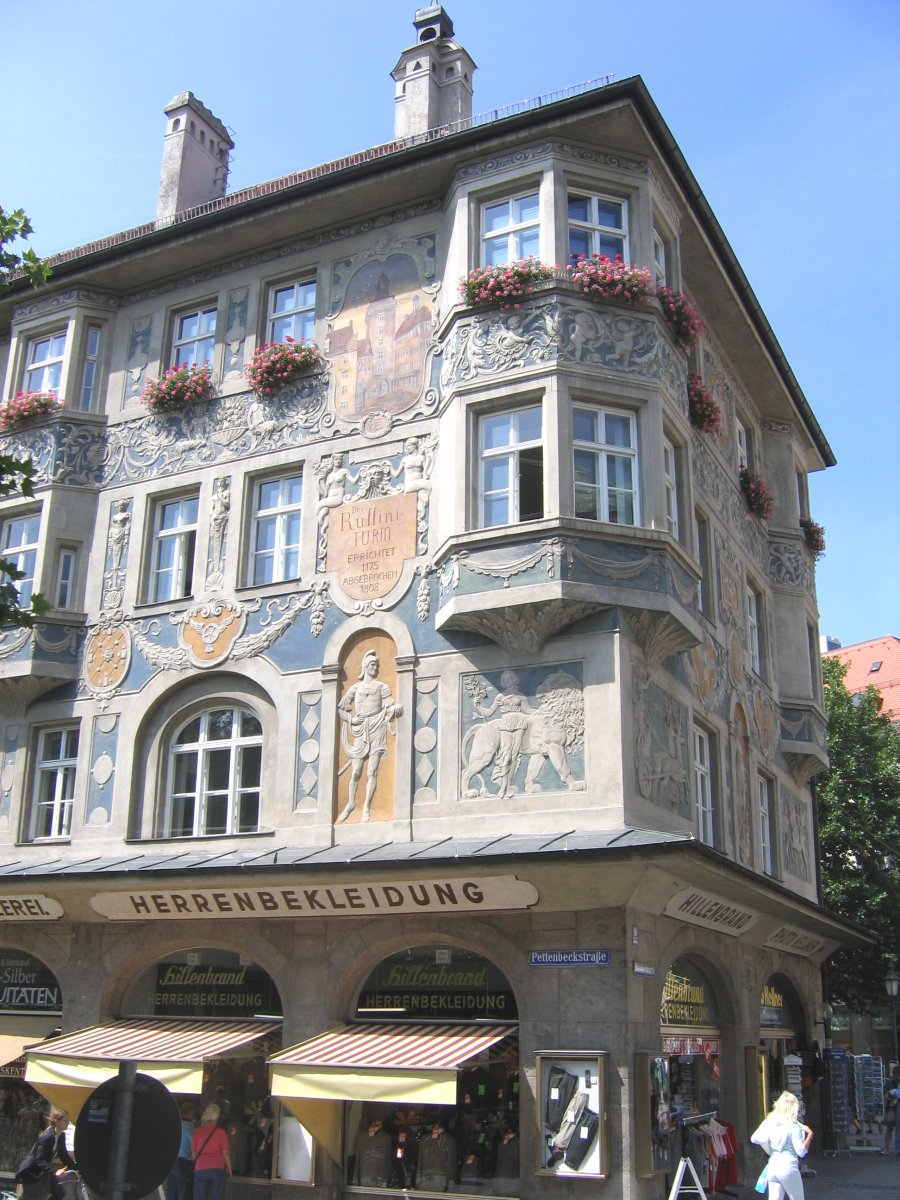

- 慕尼黑最古老的教堂圣伯多禄堂，其钟楼俗称为“老伯多禄”，门牌是牛市大街1号，标志着牛市大街的北端（玛利亚广场方向）。[3]
- 牛市大街喷泉（Rindermarktbrunnen）描绘一位坐着的牧羊人观看三头牛。[4]
- 牛市大街东南侧的狮子塔是一座15世纪的水塔，壁画描绘鸟类，树木和人物[5]
- 鲁菲尼之家（Ruffinihaus）建于1905年，实际上是牛市广场10号的三栋房子，装饰特别精美。立面上的壁画描绘鲁菲尼塔（原内森德灵门），靠近玫瑰大街的尽头。[6]